# 隆二 (呼出)
隆二（りゅうじ、1970年（昭和45年）7月23日 - ）は、大相撲の幕内呼出である。本名は高橋 隆二（たかはし りゅうじ）。神奈川県横須賀市出身。宮城野部屋→伊勢ヶ濱部屋所属。血液型はO型。

## 履歴
- 1986年3月場所 - 宮城野部屋から初土俵。
- 1994年7月場所 - 呼出の番付制導入により、三段目呼出となる。
- 1995年1月場所 - 幕下呼出に昇進。
- 1997年1月場所 - 十両呼出に昇進。
- 2002年9月場所 - 幕内呼出に昇進。
- 2024年4月 - 宮城野部屋消滅に伴い伊勢ヶ濱部屋へ移籍